# Frédéric-Josias de Saxe-Cobourg et Gotha
Titres
Chef de la maison de Saxe-Cobourg-Gotha
6 mars 1954 – 23 janvier 1998
(43 ans, 10 mois et 17 jours)
Prince héritier de Saxe-Cobourg et Gotha
26 novembre 1943 – 6 mars 1954
(10 ans, 3 mois et 8 jours)
Frédéric-Josias de Saxe-Cobourg et Gotha (en allemand : Friedrich Josias Prinz von Sachsen-Coburg und Gotha), né le 29 novembre 1918 à Cobourg et mort le 23 janvier 1998 à Amstetten, est un prince allemand, chef de la maison de Saxe-Cobourg-Gotha de 1954 à 1998.

## Biographie

### Enfance et famille
Frédéric-Josias de Saxe-Cobourg est le plus jeune des cinq enfants du dernier duc régnant sur le Duché de Saxe-Cobourg et Gotha, Charles-Édouard  (1884-1954) et de la princesse Victoria-Adélaïde de Schleswig-Holstein-Sonderbourg-Glücksbourg (1885-1970). 
Ses frères et sœurs sont le prince Jean-Léopold, (1906-1972), la princesse Sibylle (1908-1972), mère du roi de Suède Charles XVI Gustave, le prince Hubertus (1909-1943), tué au front en Ukraine sans enfant, et la princesse Caroline Mathilde (1912-1983) épouse de Frédéric Wolfgang Othon, comte de Castell-Rüdenhausen. 
Frédéric-Josias grandit au château de Callenberg à Cobourg, capitale de l'ancien duché de son père où sa famille mène un train de vie prospère grâce à la fortune familiale et aux dédommagements reçus par l'État allemand après la saisie de ses biens en 1919. Il suit sa scolarité au sein d'écoles privées.

### Carrière dans l'armée duReich
Comme son père et ses deux frères aînés, le prince Frédéric est un membre du parti nazi. Après ses études secondaires, il entre en 1938 en tant qu’élève officier dans la troupe blindée de la Wehrmacht. Il a d'abord été formé près de Berlin, et commence sa carrière d'officier en 1939, lors de l'occupation de la Tchécoslovaquie. Il a participé à la campagne d'invasion de Pologne en 1939 et est ensuite envoyé en France en 1940, en tant que lieutenant. Cette campagne a été suivie en 1941 par les campagnes contre la Yougoslavie et l’Union soviétique. Après avoir souffert d’une grave maladie à l’hiver 1941 sur le front russe, il est transféré en Allemagne.
Peu de temps après, le prince fut affecté à des missions en Arabie et dans le Caucase. En 1944, il devint officier d'ordonnance sous les ordres du général Erwin Rommel sur la côte de la Manche. En juin 1944, il rentre au service du général Hermann von Hanneken au Danemark. Malgré le décret des princes, qui interdit aux fils des maisons autrefois princières de servir dans la Wehrmacht depuis 1943, il réussit à déposer une plainte lui permettant d'être autorisé à y servir jusqu'en mai 1945. Après la défaite de 1945, il entre en captivité puis s'installe à Cobourg, au sein du domaine familial, après sa libération à l'automne 1945.

### L'après-guerre
En 1946, il se rend à Stockholm chez sa sœur Sibylle, princesse de Suède, et y réside durant une longue période. Il travaille pour une compagnie de navigation suédoise. À partir de 1948, il travaille pour W. R. Grace and Company à San Francisco, puis au Brésil en 1951. Il rentre en Allemagne en 1952 et travaille à Hambourg. Puis, à la demande de son père, il met fin à ses activités professionnelles pour travailler pour la Fondation familiale des Saxe-Cobourg et Gotha.

### Chef de la Maison de Saxe-Cobourg et Gotha
Après que son frère aîné, Jean-Léopold, eut renoncé en 1932 à ses droits de succession au duché afin de contracter un mariage morganatique et que son second frère ainé, Hubertus, soit tué au front le 26 novembre 1943, Frédéric est désigné pour succéder à son père dans le rôle traditionnel de chef de la maison royale. Selon l'accord conclu le 7 juin 1919 entre son père et le gouvernement de l'État libre de Cobourg, Frédéric acquiert un droit de résidence dans le bâtiment princier de la forteresse de Cobourg. 
À la mort de son père, le 6 mars 1954, il devint chef de la maison Saxe-Cobourg et Gotha. Il devient aussi de facto président de la Fondation du duc de Saxe-Cobourg et de la Fondation de la famille Gotha pour l'art et la science. Par ces deux fondations, créées par son père en 1928, les possessions de la famille sont unies. Elles comprennent les châteaux de Callenberg à Cobourg et celui de Greinburg dans la ville autrichienne de Grein au bord du Danube, ainsi que le patrimoine artistique et culturel de la famille. En 1958, le gouvernement allemand Raab II rendit à la famille 12 000 hectares de forêts saisis par les alliés en 1945.

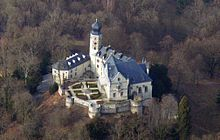
Château de Callenberg, Cobourg

De 1958 à 1964, le prince Frédéric travaille de nouveau pour la compagnie maritime Johnson, cette fois à Buenos Aires. Puis il rentre en Europe où il vit entre Hambourg, Cobourg et Grein, en Autriche.
En juin 1981, il reçoit une visite du couple royal belge Baudouin et Fabiola, puis en octobre 1982, celle du couple royal suédois Charles XVI Gustave (son neveu par sa sœur) et Silvia.
En 1998, il meurt à Amstetten, en Autriche, il est enterré le 2 février 1998 dans la forêt du château de Callenberg. Son fils aîné, Andreas, lui succède à la tête de la maison royale.

### Mariages et descendance
Le 25 janvier 1942, il épouse, à Kasel-Golzig, la comtesse Victoria-Louise de Solms-Baruth (1921-2003) dont il divorce en 1946. De ce mariage nait : 
1. le prince Andreas de Saxe-Cobourg et Gotha (né le 21 mars 1943 à Kasel-Golzig † le 3 avril 2025 à Cobourg).

Le 14 février 1948, il épouse, à San Francisco, Denyse Henriette de Muralt (1923-2005), originaire de Bâle, dont il divorce en 1964. De ce mariage naissent :
1. la princesse Maria Claudia Sibylla (née en 1949 à San Francisco † en 2016), mariée avec Gion Schäfer (né en 1945) ;
2. la princesse Beatrice Charlotte (née en 1951 à Berne), mariée à Friedrich-Ernst de Saxe-Meiningen (1935-2004) ;
3. le prince Adrien Vincent Edward (né en 1955 à Cobourg † en 2011 à Berne), marié de 1984 à 1993 avec Lea Rinderknecht (née en 1960), dont deux fils, et de 1997 à 2011 avec Gertrud Krieg (née en 1958).

Le 30 octobre 1964, il épouse Katrin Bremme (1940-2011). Ils n'ont pas de descendants.